# Saint-Just-en-Chaussée
 Saint-Just-en-Chaussée  es una población y comuna francesa, en la región de Picardía, departamento de Oise, en el distrito de Clermont y cantón de Saint-Just-en-Chaussée.

## Demografía
| 3575 | 3722 | 4063 | 4257 | 4927 | 5498 |
| Para los censos de 1962 a 1999 la población legal corresponde a la población sin duplicidades (Fuente: INSEE [Consultar]) |      |      |      |      |      |